# Frank Ault
Đại tá Frank Ault, Hải quân Hoa Kỳ (đã xuất ngũ) (1922 - 25 tháng 8, 2006) là một sĩ quan Hải quân Hoa Kỳ. Ông được nhớ đến nhiều nhất về nghiên cứu tuyệt mật mà ông đã thực hiện vào năm 1968, dẫn đến việc thành lập Trường Vũ khí Chiến đấu cơ Hải quân, hay chính là TOPGUN. Băn khoăn về hiệu suất kém hơn mong đợi của các chiến đấu cơ Hải quân chống lại máy bay MiG của Việt Nam Dân chủ Cộng hòa trong giai đoạn đầu của Chiến tranh Việt Nam giai đoạn 1965-1968, trong đó tỉ lệ mạng đổi mạng tối ưu nhất là 2,5:1, ông Ault được chỉ đạo bởi Đô đốc Tom Moorer, Chủ nhiệm tác chiến Hải quân (CNO), nhằm tiến hành đánh giá toàn diện máy bay, phi hành đoàn, tổ chức, huấn luyện và hiệu suất tên lửa, đưa ra các đề xuất cải tiến. Tiêu đề chính thức của báo cáo là Đánh giá Khả năng Hệ thống Hoả tiễn Đối không, nhưng rồi được gọi đơn giản hơn là Báo cáo Ault . Sân bay mang tên Ault nằm tại Đảo NAS Whidbey ở Cảng Oak, WA không được đặt theo tên của ông, mà đúng hơn là đặt theo tên của Chỉ huy Không đoàn trên tàu Lexington, người đã tử trận trong Trận chiến biển San Hô năm 1942. Trớ trêu thay, Frank Ault chỉ huy chiếc hàng không mẫu hạm đó, cũng là tên của trận chiến - (CVA-43). Khán phòng tại Trung tâm Đánh không và Đánh biển NAS Fallon Nevada chính được đặt theo Đại tá Frank Ault.